# Lapinin
Lapinin ist eine Insel der Provinz Bohol in den Philippinen. Diese liegt vor der Nordostküste der Inselprovinz Bohol im Seegebiet des Danajon-Riffsystems im Süden der Camotes-See. Auf ihr liegt die Stadtgemeinde President Carlos Polestico Garcia.
Sie markiert die engste Breite des Canigao-Kanals. Die Entfernung zur Insel Leyte beträgt nur ca. 20 Kilometer.
Der Insel vorgelagert sind zahlreiche kleinere Inseln, wie Lapinin Chico und Bonoon, unzählige kleinere Korallenriffe und Seegraswiesen. An der Küste der Insel liegen zahlreiche Mangrovenwälder, denen weitläufige Wattflächen und Flachwassergebiete vorgelagert sind. Die Insel umfasst eine Fläche von 54,82 km², der nächste Fährhafen ist der von Ubay ca. 16 Kilometer vom Barangay Poblacion entfernt in der Cabulao-Bucht, auf der Hauptinsel der Provinz.
Das Klima der Insel ist tropisch schwülwarm ohne eine Trockenperiode, Regenfälle treten das gesamte Jahr über auf.